# Teen Wolf, le film
Pour les articles homonymes, voir Teen Wolf (homonymie).
Série Teen Wolf
Teen Wolf
Saison 6 de Teen Wolf
Pour plus de détails, voir Fiche technique et Distribution.
Teen Wolf, le film (Teen Wolf: The Movie) est un film américain réalisé par Russell Mulcahy et diffusé en 2023. Il s'agit d'un long métrage faisant suite à la série télévisée Teen Wolf, diffusée entre 2011 et 2017. Il est diffusé sur Paramount+ à partir du 26 janvier 2023 et en version française à partir du 18 mai 2023.

## Synopsis
Treize ans après les événements, une nouvelle menace plane sur la ville de Beacon Hills en Californie, et avec elle un mal terrifiant a émergé : Les loup-garous ainsi que les Banshees et de nombreuses créatures font leur retour. Scott McCall n’est plus un adolescent mais est toujours un Alpha. Avec de nouveaux alliés, des amis de confiance et le retour inattendu de Allison Argent, Scott et sa meute vont se retrouver confrontés à ce nouvel ennemi.

## Fiche technique
Sauf indication contraire, les informations mentionnées dans cette section peuvent être confirmées par la base de données cinématographiques IMDb,  présente dans la section « Liens externes ».
- Titre original : Teen Wolf: The Movie
- Titre français : Teen Wolf, le film
- Réalisation : Russell Mulcahy
- Scénario : Jeff Davis
- Musique : n/a
- Direction artistique : Ryan Sbaratta
- Décors : Anne Stuhler
- Costumes : n/a
- Photographie : David Daniel
- Montage : Edward R. Abroms et Gregory Cusumano
- Production : Tyler Hoechlin et Tyler Posey
  - Coproductrice : Colette S. Knight
  - Producteurs délégués : Jeff Davis
- Sociétés de production : Orion Television, MTV Entertainment Studios et MGM Television
- Société de distribution : Paramount+
- Budget : n/a
- Pays de production :  États-Unis
- Langue originale : anglais
- Format : couleur
- Genre : fantastique, drame
- Durée : 140 minutes
- Dates de sortie[2] :
  - États-Unis : 26 janvier 2023 (sur Paramount+)
  - France : 23 février 2023 (en VOSTFr) ; 18 mai 2023 (en VF) (sur Paramount+)
- Classification[3] :
  - États-Unis : TV-MA
  - France : déconseillé aux moins de 16 ans (Paramount+)

## Distribution
- Tyler Posey (VF : Alexandre Nguyen) : Scott McCall
- Crystal Reed (VF : Jessica Monceau) : Allison Argent
- Holland Roden (VF : Fily Keita) : Lydia Martin
- Tyler Hoechlin (VF : Stéphane Pouplard) : Derek Hale
- Shelley Hennig (VF : Cindy Lemineur) : Malia Hale
- Colton Haynes (VF : Fabrice Fara) : Jackson Whittemore
- Dylan Sprayberry (VF : Fabrice Trojani) : Liam Dunbar
- Ian Bohen (VF : Guillaume Lebon) : Peter Hale
- Linden Ashby (VF : Luc Boulad) : Noah Stilinski
- Melissa Ponzio (VF : Guylène Ouvrard) : Melissa McCall
- J. R. Bourne (VF : Éric Aubrahn) : Chris Argent
- Khylin Rhambo (VF : Geoffrey Loval) : Mason Hewitt
- Orny Adams (VF : Yannick Blivet) : Bobby Finstock
- Seth Gilliam (VF : Yann Pichon) : Alan Deaton
- Ryan Kelley (VF : Garlan Le Martelot) : Jordan Parrish
- Adam Fristoe (VF : Cédric Barbereau) : Adrian Harris
- Eaddy Mays (VF : Véronique Borgias) : Victoria Argent (caméo)
- Vince Mattis (VF : Yoann Sover) : Eli Hale
- Amy Workman : Hikari Zhang
- John Posey : Conrad Fenris
- Nobi Nakanishi : Ishida
- L. B. Fisher : Le coach Hogan

 Source et légende : version française (VF) sur RS Doublage

## Production
En septembre 2021, un film faisant suite à la série Teen Wolf est commandé par Paramount+. Créateur de la série, Jeff Davis est annoncé comme producteur et scénariste du film. La majorité des acteurs principaux de la série sont confirmés,, à l'exception de Dylan O'Brien, Arden Cho, Cody Christian et Daniel Sharman qui ont refusé,. Le cinéaste australien Russell Mulcahy, qui a réalisé une quarantaine d'épisodes de Teen Wolf, est ensuite annoncé à la réalisation.
Le tournage débute en mars 2022. Les prises de vues se déroulent notamment à Atlanta. Elles s'achèvent le 17 mai 2022.